# Le Démon d'après midi...
Le Démon d'après midi... est une bande dessinée scénarisée, dessinée et mise en couleur par Florence Cestac, publiée chez Dargaud en 2005. Ce récit d'inspiration autobiographique voit le retour du personnage de Noémie et de son entourage, dix ans après les évènements racontés dans Le Démon de midi. Jean Teulé signe la préface.

## Approche historiographique
Florence Cestac a grandi en Normandie avant de devenir libraire, éditrice, auteure et illustratrice française. En 1996, elle publie Le Démon de midi ou « changement d'herbage réjouit les veaux », ouvrage d'inspiration autobiographique dans lequel l'héroïne, Noémie, traverse une crise dans son couple en apprenant que son compagnon est infidèle,. L'ouvrage reçoit l'Alph-Art humour à Angoulême en 1997 et représente un important succès public et critique. Il est adapté au théâtre du Splendid par Marie Pascale Osterrieth et Michèle Bernier, puis au cinéma en 2005. Le Démon d'après midi... s'inscrit dans la lignée de ce premier album, montrant les mêmes personnages dix ans plus tard.

## Synopsis
Noémie et ses amies, France et Monique, passent un week-end pluvieux en Normandie, à proximité de la mer ; Noémie est accompagnée de ses enfants adolescents, Laura et Sébastien. Les trois femmes, âgées d'environ cinquante ans, dressent le bilan de leur vie et évoquent leur confrontation à la ménopause. Chacune élabore des stratégies face à cette perspective. Elles évoquent leurs amants, leurs mariages, leurs divorces, leurs enfants ainsi que les questions liées aux règles, à la contraception et à l'avortement avant et après la loi Veil, le tout ponctué de conversations téléphoniques, de verres de vin et de repas de fruits de mer. Les deux chiens et le chat ajoutent une note à la fois comique et tendre. Une quatrième amie, Sandra, se joint à elles. À la fin de l'album, le fils de Noémie se montre surpris de l'attitude des quatre amies et demande à sa sœur si elles « ont pété un câble », ce à quoi cette dernière répond : « Meuh non, elles sont vivantes ! ».

## Analyse
Florence Cestac emploie un style graphique rond et dynamique ; elle représente les visages avec un gros nez et emploie volontiers l'humour dans ses récits. Les répliques « bien senties » des trois amies suscitent le rire. Les trois amies font preuve d'autodérision en abordant des questions graves ou futiles. Malgré quelques piques, l'amitié profonde qui les unit est manifeste. Elles témoignent de « leur plaisir intact de vivre ».
Florence Cestac désirait montrer que ces femmes ayant baigné dans le mouvement de mai 1968, des « battantes », « sont devenues plus sereines, moins malheureuses ». L'album est préfacé par Jean Teulé.

## Accueil critique
L'album reçoit un accueil favorable dans Le Matin, la Tribune de Genève, Planète BD, Le Parisien, Le Journal de Saône-et-Loire. Actua BD évoque un « magnifique portrait de femmes », qui font de cet ouvrage « un régal », soulignant la qualité des dialogues et l'humour de la narration. Tout en BD voit dans cette bande dessinée « un irrésistible portrait de quinquas qui s’assument ». Pour BDZoom, le livre propose « un portrait touchant et drôle de ces femmes » quinquagénaires, une « petite merveille de drôlerie et d’auto-dérision féminine ». Pour Ouest-France, « les personnages sont désopilants de vérité ». L'Obs, dans sa chronique, estime que l'album, « enivrant de drôlerie », constitue une chronique « savoureuse, juste et française des mères de Bridget Jones ». Si Le Droit émet des réserves sur la qualité du dessin, il signale que le livre se démarque grâce à « la qualité de son scénario et la justesse du ton ».

## Postérité
Dans la série des Démons de l'existence, Florence Cestac publie la suite en 2013 : Le Démon du soir ou la Ménopause héroïque, dépeignant Noémie à l'âge de soixante ans.